# 马拉尼昂州贝拉维斯塔
马拉尼昂州贝拉维斯塔（葡萄牙語：Bela Vista do Maranhão）是巴西马拉尼昂州的一个市镇。总面积252.524平方公里，总人口8397人，人口密度33.3人/平方公里。